# Schiffdorf
Schiffdorf – gmina samodzielna (niem. Einheitsgemeinde) w Niemczech, w kraju związkowym Dolna Saksonia, w powiecie Cuxhaven. W 2008 r. liczyła 14 029 mieszkańców.

## Współpraca
Miejscowości partnerskie:
- Königs Wusterhausen, Brandenburgia